# Яр Дубня
Яр Дубня — балка (річка) в Україні у Охтирському районі Сумської області. Права притока річки Ворсклиці (басейн Дніпра).

## Опис
Довжина балки приблизно 5,92 км, найкоротша відстань між витоком і гирлом — 4,77 км, коефіцієнт звивистості річки — 1,24. Формується декількома струмками та загатами. На деяких ділянках балка пересихає.

## Розташування
Бере початок на південній стороні від села Новоукраїнка. Тече переважно нга південний схід понад селом Ницаха і на північно-східній стороні від села Березівки впадає в річку Ворсклицю, праву притоку річки Ворскли.

## Цікаві факти
- У XX столітті на балці існували молочно-тваринна ферма (МТФ) та газова свердловина[2], а у XIX столітті — вітряний млин[1].